# Винниченко Елеонора Сергіївна
Елеонора Сергіївна Винниченко (народилася 5 вересня 1993 року в Дніпропетровську) — українська фігуристка. Вона є дворазовою чемпіонкою України, двічі виступала у вільній програмі на  МСК Чемпіонатах. Після закінчення спортивної кар`єри стала тренером.

## Програми
| Сезон     | Коротка програма            | Вільна програма               |
| --------- | --------------------------- | ----------------------------- |
| 2008–2010 | * Лібертанго Астор П'яццола | * Виблюдок Michał Lorenc      |
| 2007–2008 | * Malagueña Ernesto Lecuona | * Ромео і Джульєтта Nino Rota |

## Змагання
ГПФК: Гран-прі з фігурного катання серед юніорів
| Міжнародні                    | Міжнародні | Міжнародні | Міжнародні | Міжнародні | Міжнародні |
| Подія                         | 2004-05    | 2006-07    | 2007-08    | 2008-09    | 2009-10    |
| ----------------------------- | ---------- | ---------- | ---------- | ---------- | ---------- |
| Небельхорн Трофі              | 21-е       |            |            |            |            |
| Міжнародні: Юніорські         |            |            |            |            |            |
| Чемпіонат світу серед юніорів | 18-е       | 19-е       |            |            |            |
| ГПФК Австрія                  | 17-е       |            |            |            |            |
| ГПФК Німеччина                | 17-е       |            |            |            |            |
| ГПФК Туреччина                | 18-е       |            |            |            |            |
| Національні                   |            |            |            |            |            |
| Чемпіонат України             | 9-е Ю.     | 1-е        | 1-е        | 2-е        | 4-е        |
| Ю. = Рівень "Юніор"           |            |            |            |            |            |